# Якоб ван Годдис
Я́коб ван Го́ддис, также употребляется ван Хо́ддис (нем. Jakob van Hoddis; настоящее имя Ганс Да́видсон, нем. Hans Davidsohn; 16 мая 1887, Берлин — май или июнь 1942) — немецкий поэт-экспрессионист еврейского происхождения. Прославился прежде всего своим стихотворением «Конец света» (нем. «Weltende»).

## Биография
Ганс Давидсон, позднее ставшим знаменитым под псевдонимом «Якоб ван Годдис», родился 16 мая 1887 года в семье берлинского врача Германа Давидсона и его жены Дорис, урождённой Кемпнер. Его брат-близнец умер при родах. Позднее родились его сёстры Анна и Мария и братья Людвиг и Эрнст. Его двоюродной бабушкой по материнской линии была поэтесса Фредерика Кемпнер. С 1893 года он посещал Гимназию Фридриха-Вильгельма, из которой ему в 1905 году пришлось уйти добровольно, дабы избежать отчисления. К гимназическим временам относятся его первые стихотворные опыты. В 1906 году он становится абитуриентом, а затем и поступает в Берлинский технический университет на отделение классической филологии.
Вскоре он переводится в Университет Фридриха-Вильгельма и вступает в «Вольное научное объединение» (нем. «Freie wissenschaftliche Vereinigung»), в котором знакомится со студентами-юристами и одним из своих будущих друзей и соратников Куртом Хиллером. Там в 1908 году он и дебютировал со своими стихами, а вскоре вместе со своим другом Эрвином Лёвенсоном, писавшим под псевдонимом «Голо Ганги», и Куртом Хиллером основал «Новый клуб»: литературно-музыкальное объединение, проводившее с 1910 года вечера под общим названием «Неопатетическое кабаре». На этих вечерах собирались те, кого позже литературоведы назовут первыми экспрессионистами. В 1909 году, после смерти отца, он берёт себе псевдоним «van Hoddis», который является анаграммой их фамилии «Davidsohn».
Его главное и самое знаменитое произведение, стихотворение «Конец света» (нем. «Weltende»), было напечатано в 1911 году в берлинской газете «Демократ».

У бюргера сдувает котелок,

Повсюду вопли в воздухе плывут.

Сорвавшись, трубочисты с крыш ползут.

На берег — пишут — движется поток.
Там буря, скачет дикая вода

Об землю, толщу дамбы сокрушая.

Столпились люди, насморком страдая.

Летят с мостов железных поезда.
(пер. А. В. Чёрного)
Оригинальный текст (нем.)Dem Bürger fliegt vom spitzen Kopf der Hut, 

In allen Lüften hallt es wie Geschrei.

Dachdecker stürzen ab und gehn entzwei

Und an den Küsten — liest man — steigt die Flut.
Der Sturm ist da, die wilden Meere hupfen

An Land, um dicke Dämme zu zerdrücken.

Die meisten Menschen haben einen Schnupfen.

Die Eisenbahnen fallen von den Brücken.
Позже его стихи выходили в основном в журнале Die Aktion. К этому времени относится начало его близкой дружбы с поэтом Георгом Геймом. Он активно участвует в литературой жизни Берлина, что в конце концов приводит к его отчислению из университета.
В 1912 году после внезапной гибели своего друга Гейма на реке Хафель поэт впал в глубокую депрессию; он становится чрезвычайно набожным, но для окружающих всё более очевидными становятся симптомы его душевного расстройства. В конце октября он был насильно помещён в психиатрический санаторий, из которого бежал в начале декабря. Ездил по разным странам и городам, в 1914 году даже выступил в «Новом клубе». В то время как он жил на попечении своих друзей, его стихотворение «Конец света» на глазах становилось классикой: его читали и публиковали по всей Европе. Двадцатые годы прошли для него в разных психбольницах, с 1927 года он находился на постоянном лечении в Университетской клинике Тюбингена.
С приходом к власти нацистов семья ван Годдиса эмигрировала в Палестину, он же с 1933 года находился в «Еврейской психиатрической лечебнице» Бендорф-Зайн под Кобленцем, куда до 1940 года помещали всех душевнобольных еврейской национальности. 30 апреля 1942 года он был вывезен вместе с другими больными и медперсоналом в Люблин. Казнён в концлагере (предположительно в Собиборе).